# Rouvray-Sainte-Croix
Rouvray-Sainte-Croix település Franciaországban, Loiret megyében. Lakosainak száma 136 fő (2022. január 1.). Rouvray-Sainte-Croix Terminiers, Coinces, Patay és Sougy községekkel határos.

## Népesség
A település népessége az elmúlt években az alábbi módon változott:
| Lakosok száma | 144  | 122  | 133  | 157  | 139  | 145  | 142  | 140  | 139  | 136  |
|               | 1968 | 1982 | 1990 | 2006 | 2013 | 2015 | 2017 | 2019 | 2020 | 2022 |